# Justicia lindenii
Justicia lindenii är en akantusväxtart som beskrevs av Jean-Baptiste Houllet. Justicia lindenii ingår i släktet Justicia och familjen akantusväxter. Inga underarter finns listade i Catalogue of Life.